# The Rat Race

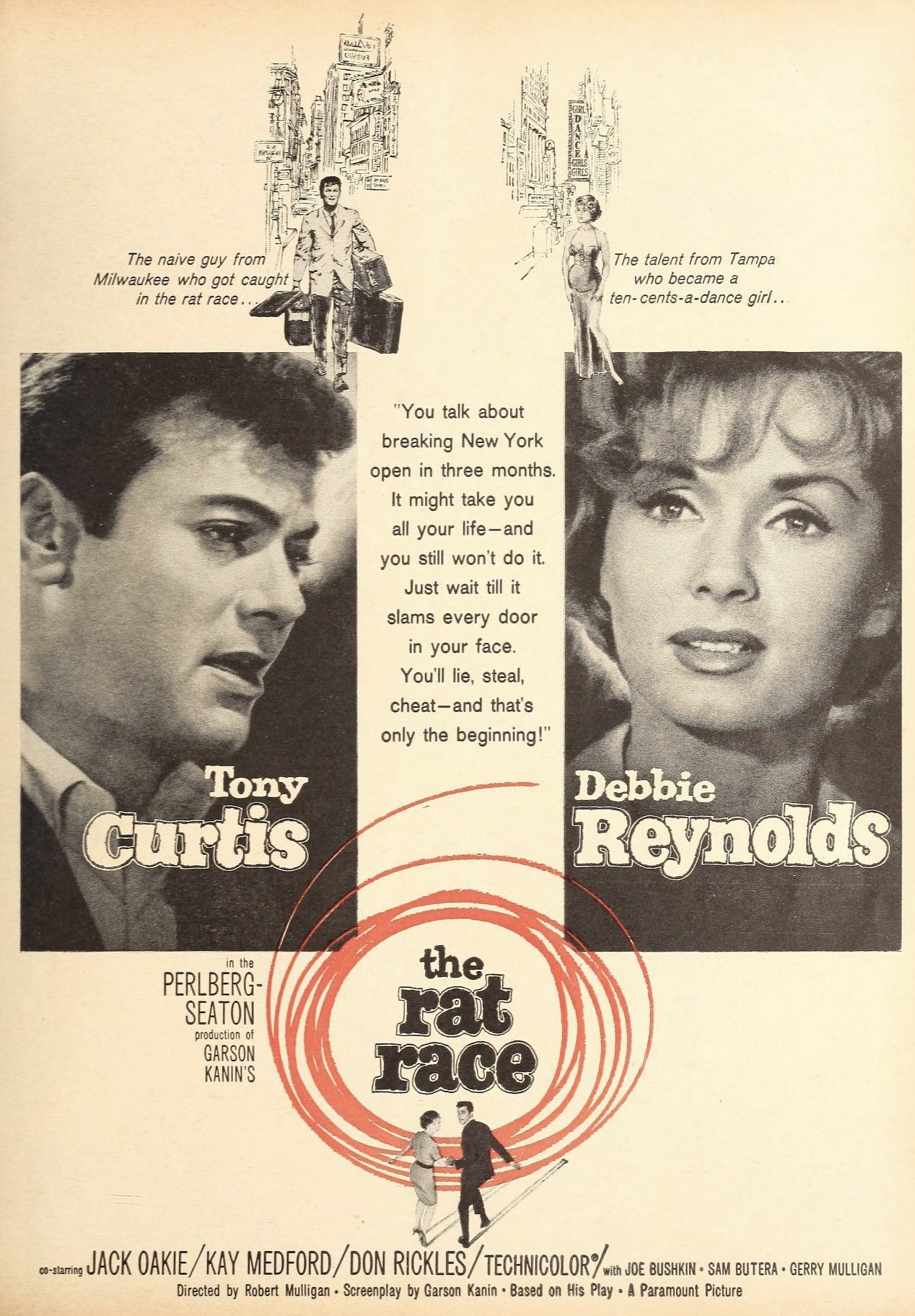

The Rat Race (br.: A taberna das ilusões perdidas / pt.: A pousada das ilusões) é um filme estadunidense de 1960 do gênero drama, dirigido por Robert Mulligan. Roteiro de Garson Kanin
baseado em sua peça teatral. Com distribuição da Paramount Pictures e música de Elmer Bernstein.
Com locações em Pittsburgh, Pensilvânia.

## Elenco principal
- Tony Curtis...Pete Hammond Jr.
- Debbie Reynolds...Peggy Brown
- Jack Oakie...Mac, dono do Macs Bar
- Kay Medford ... Senhora "Soda" Gallo, a senhoria
- Don Rickles ... Nellie
- Marjorie Bennett...Sra. Edie Kerry

## Sinopse
Pete Hammond Jr é um saxofonista de Minesota, que vai a Nova Iorque tentar fazer carreira como músico. Com pouco dinheiro, ele vai parar no bar do amigável Mac, que lhe fala de um apartamento barato no prédio em frente. A dona do apartamento, Senhora Gallo, acabara de expulsar a dançarina Peggy Brown por falta de pagamento e dá o quarto dela para Pete. Pete fica com pena da garota e lhe propõe dividir o quarto com ela, até que a moça encontre outro lugar para ficar.
Pete acaba sendo enganado e roubado e Peggy resolve ajudá-lo. Pede dinheiro emprestado para seu patrão proxeneta Nellie e se compromete a se tornar uma de suas garotas de programa. Ela não cumpre o acordo e Nellie começa a persegui-la.